# Sächsischer Jugendmedienpreis
Der Sächsische Jugendmedienpreis wird im Rahmen der turnusmäßig stattfindenden Sächsischen Jugendmedientage, die als die renommierteste Medienveranstaltung für Jugendliche in Sachsen gelten, an im Bereich der neuen und alten Medien besonders engagierte Jugendliche seit 2004 vergeben und soll die Wichtigkeit nicht nur des passiven Medienkonsums, sondern vor allem des Selbstaktivwerdens hervorheben und belohnen.
Die Teilnehmer können sich in vier Kategorien bewerben, wobei die Gewinne für die drei Bestplatzierten je nach Sponsor differieren:
- Onlinepreis
- Radiopreis
- Filmpreis
- Zeitungspreis

Ein Gewinn ist zumeist ein Sach- oder Geldpreis, verbunden mit einer Einladung zu den Sächsischen Jugendmedientagen mit Preisverleihung.

## Gewinner 2004
- Moritz Beller (Onlinepreis)
- Radioworkshop Medienlager (Radiopreis)
- Susanne Posselt (Filmpreis)
- Gymnasium Sankt Afra Meißen (Zeitungspreis)